# Harukichi Hyakutake
Harukichi Hyakutake (百武晴吉?, Hyakutake Harukichi; Prefettura di Saga, 25 maggio 1888 – 10 marzo 1947) è stato un generale giapponese.

## Biografia

### Inizio della carriera
Nato nella prefettura di Saga, Harukichi Hyakutake si diplomò come ufficiale di fanteria nel ventunesimo corso dell'accademia dell'esercito imperiale giapponese nel 1909: i generali Kanji Ishihara e Jo Iimura furono suoi compagni di corso, così come il futuro leader cinese Chiang Kai-shek. Frequentò poi il trentatreesimo corso del Rikugun Daigakkō nel 1921, dove studiò crittoanalisi, e fu assegnato allo stato maggiore generale dell'esercito dopo la laurea.
Dal 1925 al 1927, col grado di tenente colonnello, prestò servizio come addetto militare giapponese in Polonia. Nel 1928, fu assegnato al quartier generale dell'Armata del Kwantung, in Manciuria. Come colonnello lavorò nella scuola delle trasmissioni dell'esercito nel 1932, poi come comandante di sezione nello stato maggiore generale fino al 1935. Dopo aver comandato il settantottesimo reggimento di fanteria, divenne sovraintendente della scuola di preparazione militare di Hiroshima nell'aprile 1936, e fu promosso a brigadier generale nel marzo 1937. Ad agosto, assunse il posto di sovrintendente della scuola delle Trasmissioni. Nel marzo 1939, assunse il comando della quarta brigata mista indipendente e fu nominato generale di divisione nell'agosto dello stesso anno. Dal febbraio 1940 fino all'aprile 1941, fu comandante della diciottesima divisione di fanteria.

### La seconda guerra mondiale
Nel maggio 1942, fu messo il comando della diciassettesima armata, il cui quartier generale si trovava a Rabaul, nel Pacifico sud-occidentale. Questa posizione lo portò a prendere parte alla dura campagna di Guadalcanal, alla contemporanea campagna della Nuova Guinea e alla successiva campagna delle isole Salomone. Sul finire del 1942, però, venne creato un comando generale (l'"ottava srea d'armata") per gestire le operazioni dell'area, che assegnò alla diciassettesima armata la responsabilità del solo arcipelago delle Salomone, mentre il fronte in Nuova Guinea passò al comando del generale Hitoshi Imamura. Diresse le sue forze principalmente durante la combattuta campagna di Bougainville, ma non riuscì a impedire lo sbarco statunitense e il consolidamento di una vasta testa di ponte, contro la quale si infransero numerosi attacchi. La superiorità aerea e navale degli alleati operò poi un efficace blocco della grande isola, sì che la sua armata rimase tagliata fuori da ogni comunicazione e rifornimento. I soldati nipponici furono costretti a vivere in alcune grotte nella foresta tropicale per gran parte del resto della guerra.
Soffrì di un debilitante ictus e fu sollevato dai suoi incarichi nel febbraio 1945 dal generale Masatane Kanda. Non ci fu modo di riportarlo in Giappone per curarlo fino al febbraio 1946, dopo la resa del Giappone. Morì il 10 marzo 1947.